# Forza Motorsport 6
Forza Motorsport 6 (oftmals nur Forza 6 genannt) ist ein Rennspiel, das exklusiv für die Xbox-One-Konsole erschienen ist. Im Spiel bestreitet der Spieler zahlreiche Rennserien mit einer großen Auswahl an Wagen. Am 7. September 2016 kam außerdem Forza Motorsport 6: Apex, eine Free-to-play-Variante für Microsoft Windows, heraus.
Auf der E3 2017 wurde der Nachfolger Forza Motorsport 7 bekanntgegeben, dessen Cover-Auto der Porsche 911 GT2 RS ist.

## Spielprinzip
Das Spiel beinhaltet über 450 Fahrzeuge und 26 Rennstrecken.
Die Kooperation mit TopGear aus dem Vorgänger wurde fortgesetzt. James May und Richard Hammond haben einige stimmliche Auftritte. Auch The Stigs Digital Cousin ist wieder mit dabei. Man kann somit in einigen Rennen gegen den digitalen Cousin von The Stig antreten. Einzig Jeremy Clarkson fehlt in Forza 6.
Die Rennen können bei Tag, in der Nacht oder im Regen gefahren werden.

### Autos
Neben diversen Kleinwagen (z. B. VW Käfer, Ford Fiesta XR2), Mittelklasse-Wagen (z. B. Mazda RX-3, Lexus SC 300) und Sportwagen (z. B. Maserati MC12, Ferrari FF) können auch Rennwagen verschiedenster Arten gefahren werden. Es stehen sowohl V8 Supercars als auch Formel-1-Wagen diverser Jahrgänge zur Verfügung. Ebenso können IndyCars und erstmals auch Formel-E-Fahrzeuge eingesetzt werden.
Das Cover des Spiels ziert ein Ford GT, welcher auch im Spiel gekauft und gefahren werden kann.
Am 1. März 2016 wurde die sogenannte Porsche-Erweiterung veröffentlicht. Diese beinhaltet 21 Porsche-Modelle, neue Mehrspielerveranstaltungen und den Virginia International Raceway als neue Rennstrecke. Folgende drei Rennfahrer haben bei der Authentizität der Erweiterung geholfen und treten auch als Sprecher auf: Derek Bell, Hurley Haywood und Patrick Long.
Mit der NASCAR-Erweiterung wurde das zweite große Add-On am 17. Mai 2016 veröffentlicht. Es beinhaltet 24 Fahrzeuge von fünf Teams der NASCAR-Saison 2016. Bei den Fahrzeugen handelt es sich um den Ford Fusion, den Chevrolet SS und den Toyota Camry. Als neue Strecke kommt außerdem der Homestead-Miami Speedway hinzu. Mit der Erweiterung wird eine 10 Stunden dauernde Kampagne hinzugefügt. Innerhalb dieser fährt man auch auf europäischen Straßenkursen und auch gegen serienfremde Fahrzeuge.
Am 12. Juli 2016 wurde das Turn 10 Select-Autopaket veröffentlicht. Es beinhaltet, neben sechs PKW, zum ersten Mal auch einen Renntruck.

### Strecken
Folgende neue Strecken sind im Spiel enthalten: Brands Hatch, Circuit of The Americas, Lime Rock Park, Monza und Watkins Glen. Wieder mit dabei sind der Nürburgring, Bathurst, Spa-Francorchamps und Le Mans. Die Strecke in Rio de Janeiro wurde aus dem ersten Teil übernommen. Aus Forza 4 sind der Hockenheimring und der Sonoma Raceway mit dabei. Der Indianapolis Motor Speedway kann auch wieder befahren werden. Die 2014 durchgeführten Umbauten wurden berücksichtigt.

## Updates & Bugfixes
Das erste große Update für das Spiel wurde zeitgleich mit dem Logitech G Autopaket veröffentlicht. Es ließ diverse Verbesserungen einfließen und behob einige Fehler. Zusätzlich war ein, für alle Spieler kostenloser, Infiniti Q60 enthalten.
Nach der Veröffentlichung des eBay Motors Autopaket veröffentlichte Turn 10 ein weiteres Update. Erneut wurden damit Fehler im Spiel behoben. Mit diesem Update kamen sogar zwei weitere kostenlose Autos. Das erste war ein Nissan GT-R LM Nismo. Zusätzlich gingen die Entwickler eine Kooperation mit Bethesda Softworks ein. Hierbei ging es um die Vermarktung des Titels Fallout 4, was als zweites Auto in diesem Update einen Ford F100 im besonderen Fallout-4-Design hervorbrachte. Ist ein Spieler auch im Besitz von Fallout 4, bekommt er als weiteres kostenloses Fahrzeug das Phantasie-Auto Chryslus Rocket 69. Ende November 2015 gab Turn 10 bekannt mit einem Ford Focus ST ein weiteres kostenloses Fahrzeug, für alle Spieler, zu verteilen.
Mit der Veröffentlichung des Mobil 1 Autopaket gab es im Dezember 2015 erneut ein Update. Neben diversen Fehlerbehebungen wurde, seitens des Herstellers, als große Neuheit nun auch die Wahl der Typklasse im Modus Freies Spiel erwähnt. Im darauf folgenden Monat wurde, zeitgleich mit dem Ralph Lauren Polo Red Autopaket ein Update veröffentlicht. Unter anderem wurde nun ein Fehler behoben der eventuell dazu führen konnte, das bei einer Mehrspieler-Sitzung die Verbindung unterbrochen wurde.
Ein weiteres, recht großes Update, wurde im Zuge der Veröffentlichung der NASCAR-Erweiterung zur Verfügung gestellt. Folgende neue Funktionen sind nun verfügbar:
- Quick-Stops (Alle Fahrer werden gezwungen, während des Rennens in die Box zu fahren)
- Eine neue Schadensoption (Benzin wird verbraucht und Reifen nutzen sich ab. Kollisionen haben aber nur optische Auswirkungen)
- Fliegende Starts
- Die Wirkung des Windschattens wurde erhöht
- Im HUD können nun Pfeile aktiviert werden, welche in der Nähe befindliche gegnerische Fahrzeuge anzeigen sollen

## Autopakete
Stand: 2. August 2016
| Veröffentlichungsdatum | Name                  | Größe    | Preis (Euro) | Fahrzeuge |
| ---------------------- | --------------------- | -------- | ------------ | --- |
| 18. September 2015     | Zehnjähriges-Jubiläum | 19,51 MB | –            | Aston Martin DBS, Audi R8 Coupé, Audi RS7, BMW M5, Ferrari 458 Italia, Honda NSX-R, Lamborghini Huracán LP 610-4, McLaren P1, Nissan Fairlady Z, SRT Viper GTS                                                          |
| 18. September 2015     | Fast & Furious        | 19,52 MB | 9,99         | Toyota Supra, Mitsubishi Eclipse, Nissan Skyline GT-R, Honda S2000, Gurkha LAPV, Dodge Charger Daytona, Ford Escort RS1600                                                                                              |
| 6. Oktober 2015        | Logitech G            | 10,85 MB | 6,99         | Caparo T1, Mercedes-Benz W 154, Nissan 300ZX, Rebellion R-One, Honda RA300, Volvo 123GT, Cadillac XTS Limousine |
| 3. November 2015       | eBay Motors           | 29,54 MB | 6,99         | McLaren MP4/4, Lancia Beta Montecarlo, Maserati GranTurismo, Holden Torana A9X, Datsun 2000 Roadster, Lola B12/80, Plymouth Prowler                                                                                     |
| 1. Dezember 2015       | Mobil 1               | 30,2 MB  | 6,99         | Koenigsegg One:1, Mercedes-Benz C 63 S Coupé, Lola T90/00, Ferrari 250LM, Holden VL Commodore, Mazda RX-7, Plymouth Fury                                                                                                |
| 5. Januar 2016         | Ralph Lauren Polo Red | 30,2 MB  | 6,99         | W Motors Lykan HyperSport, Nismo GT-R, Holden HQ Monaro GTS 350, Nissan Skyline GT-R, Toyota TS040 Hybrid, Formel Mazda, Opel Kadett C GT/E                                                                             |
| 28. Januar 2016        | Alpinestars           | 30,2 MB  | 6,99         | Ford Riley Mk XXVI Daytona Prototype, Mercury Whistler Radar Cougar XR-7, Subaru SVX, Sunbeam Tiger, Pontiac Aztek, Alfa Romeo Milano Quadrifoglio Verde, Toyota Corolla SR5                                            |
| 1. März 2016           | Porsche-Erweiterung   | 2,41 GB  | 19,99        | 919 Hybrid, 718, 356, 911 GT1, 911 GT3 (2004), 962, 550, 911 GT3 (2011), RS Spyder, 944 Turbo, 911 Turbo (1982), 914, Cayenne Turbo, 918, Macan Turbo, 959, 911 Turbo S, Cayman GTS, 911 GT2 RS, Carrera GT, 911 GT3 RS |
| 15. März 2016          | Meguiar’s             | 32,88 MB | 6,99         | Ferrari 488 GTB, Chevrolet Wayne Taylor Racing Corvette Daytona Prototype, Alfa Romeo P3, Mercedes-Benz 280 SL, Opel GT, Fiat Dino, Jaguar XJR-9                                                                        |
| 5. April 2016          | Top Gear              | 32,88 MB | 6,99         | Rolls-Royce Dawn, Jaguar F-Type Project 7, Audi R8 V10 Plus, Dodge Charger SRT Hellcat, Ferrari FXX K, Land Rover Range Rover Sport SVR, Jaguar XJS                                                                     |
| 3. Mai 2016            | Hot Wheels            | 32,88 MB | 6,99         | Ford Focus RS, BMW X6M, McLaren P1 GTR, Chevrolet Camaro Super Sport, Ford Mustang Hot Wheels, Hot Wheels Bone Shaker, Ferrari 641                                                                                      |
| 17. Mai 2016           | NASCAR-Erweiterung    | 2 GB     | 19,99        | Ford Fusion, Chevrolet SS, Toyota Camry |
| 12. Juli 2016          | Turn 10 Select        | 32,88 MB | 6,99         | GT3 Jaguar XK, Mercedes-Benz Racing Truck, Chevrolet Cruze TC1 WTCC, Fiat 124 Sport Spider, McLaren 570S, Ford Brawner Hawk III, BMW Isetta                                                                             |
| 2. August 2016         | Turn 10 Summer        | 32,88 MB | 6,99         | Cadillac CTS-V, BMW 323 ti Datsun 280ZX Turbo, Ferrari 158, Sheraton-Thompson Special Roadster, Abarth 695 Biposto, Nissan R91CP                                                                                        |

Anmerkungen
1. ↑  Nur für Käufer einer digitalen Version des Hauptspiels verfügbar.

## Rezeption
Forza Motorsport 6 hat national und international gute bis sehr gute Bewertungen erhalten.

„Es ist so gekommen, wie ich vermutet habe. Forza Motorsport 6 ist für die Xbox One das geworden, was Forza 4 für die Xbox 360 gewesen ist. Ein ebenso realistisch wie individuell anpassbares Rennspiel, das dank seines enormen Umfangs mit etlichen Autos, Strecken und Mehrspieler-Modi für Monate bei der Stange halten wird. Klar, die Karriere ist nicht der Weisheit letzter Schluss, aber immerhin bemüht sich Turn 10 hier um Abwechslung durch die Integration der spaßigen Schaurennen. Auf der Strecke selbst ist Forza 6 für mich das aktuell beste Rennspiel überhaupt, denn bei den Punkten Fahrphysik, Gegner-KI und Spielbarkeit stimmt nahezu alles.“

„Der Vorgänger bot mit dem Drivatar eine der spannendsten Innovationen der letzten Jahre in dem Genre, Forza 6 baut nun konsequent darauf auf und merzt das Problem des zuvor eher mageren, aber dafür schwer zu bekommenden Contents aus. Technisch tadellos dreht ihr nun mit 60fps in den vielen wie immer wunderschön modellierten Fahrzeugen eure Runden auf einer nun stattlichen Zahl an Kursen. Der Drivatar wurde mit Gefühl verfeinert und lässt sich optional sogar entschärfen. Die Showcase-Events sind in ihrer neuen Form ein echter Gewinn, das Online-Ligen-System ist sehr vielversprechend und mit dem Level-Glücksrad habt ihr einen konstanten Nachschub an den Autos, die ihr haben wollt.“

„Turn 10 und Microsoft haben aus den Fehlern des Vorgängers gelernt: Forza Motorsport 6 präsentiert sich mit der Kombination aus traumhafter Fahrphysik und großem Umfang als die Rennsimulation, die ich mir schon 2013 vom fünften Teil gewünscht hätte. Dank des überarbeiteten Reifenmodells tastet man sich jetzt noch authentischer ans Limit der zahlreichen Modelle heran und neben den neuen Nachtrennen sind es vor allem die spektakulären Ausflüge auf nasse Pisten, die mit ihren 3D-Pfützen die neue Referenz markieren.“